# Посольство Азербайджана в России
Посольство Азербайджанской Республики в Российской Федерации — дипломатическое представительство Азербайджана в России, расположено в Москве на Пресне в Леонтьевском переулке.
- Адрес посольства: Москва, 125009 Леонтьевский переулок, 16.
- Чрезвычайный и полномочный посол Азербайджанской Республики в Российской Федерации: Рахман Мустафаев (с 4 октября 2024)

## История
После образования в 1922 году Закавказской СФСР в Москве было открыто постоянное представительство республики. Оно располагалось в особняке Соловьёва (Малый Ржевский переулок, д. 6). В 1923—1928 годах постоянным представителем был Саак Тер-Габриэлян, с 1934 по сентябрь 1936 Арнольд Олин.
В 1936 году ЗСФСР была упразднена, а входившие в неё Азербайджанская, Армянская и Грузинская ССР вошли в состав СССР непосредственно, как самостоятельные союзные республики. В 1954 году представительство Азербайджанской ССР располагалось по адресу Малый Черкасский пер., 1. В 1965 году в небольшом особняке с садом по адресу Гоголевский бульвар, 31а.  В 1974 году представительству дополнительно выделили здание на улице Станиславского (ныне Леонтьевский переулок). Постоянное представительство Совета министров Азербайджанской ССР при Совете министров СССР просуществовало до 1992 года. 
В конце 1991 года было объявлено о независимости Азербайджанской Республики. Дипломатические отношения между Россией и Азербайджаном установлены 4 апреля 1992 года. 25 сентября 1992 года к выполнению своих функций официально приступило российское посольство в Баку. 
3 июля 1993 года Рамиз Ризаев был назначен полномочным представителем Азербайджанской Республики в Москве. В середине июля он дал свою первую пресс-конференцию. 15 августа 1994 года Рамиз Ризаев был назначен чрезвычайным и полномочным послом Азербайджанской Республики в Российской Федерации.
К 2000-м годам посольство Азербайджанской Республики размещалось по трём адресам: Леонтьевский переулок, д. 16, Вознесенский переулок, д. 15, стр. 1 и Гоголевский бульвар, д. 31а.

## Здание посольства
Посольство занимает здание начала XIX века — бывший доходный дом/антикварный магазин «Луксор» (1874 — надстройка; 1905 — перестройка, изменение фасада в стиле «модерн»). К нему непосредственно примыкает комплекс зданий посольства Украины.
В 2003 году здания постоянного представительства Азербайджанской ССР при Совете министров СССР были переданы на баланс правительства Москвы. В 2009 году правительство Москвы распорядилось передать комплекс зданий посольства Азербайджана в федеральную собственность.

## Послы
- Хикмет Гаджизаде (1992—1993)[2]
- Рамиз Ризаев (1993—2005)[3]
- Полад Бюльбюль-оглы (2006—2024)
- Рахман Мустафаев (с 2024)